# Світловодська міська територіальна громада
Світловодська міська громада — територіальна громада в Україні, в Олександрійському районі Кіровоградської області. Адміністративний центр — місто Світловодськ.
Площа громади — 288,2 км², населення — 55 290 мешканців (2020).

## Населені пункти
У складі громади 1 місто (Світловодськ), 1 селище (Власівка) та 8 сіл:
- Велика Скельова
- Вільне
- Мала Скельова
- Миронівка
- Озера
- Олексіївка
- Павлівка
- Талова Балка